# 大洲市立図書館
大洲市立図書館（おおずしりつとしょかん）は愛媛県大洲市にある市立図書館である。

## 概要
最初の図書館は1970年に竣工し、開館した。2005年の周辺自治体合併に伴う新・大洲市発足を契機に新しい市立図書館が建設されることになり、2008年10月に竣工、2009年1月11日に開館した。建物の内装には木材が多用されているほか、愛媛県内では初となる図書館情報システム「ICタグ」を採用している。
本館のほか、長浜分館（旧長浜町立図書館）・肱川分館（旧肱川町立図書館）・河辺分館（旧河辺村立図書館）がある。
2018年の7月西日本豪雨の影響で、館内施設が水浸しとなり休館。肱川分館は2019年6月1日に再開。本館は同年6月15日に再開。

## アクセス
- コミュニティバス「ぐるりんおおず」「市立図書館」下車。